# Wiener Linien
A Wiener Linien, teljes hivatalos nevén Wiener Linien GmbH & Co KG Bécs, Ausztria fővárosának közösségi közlekedési közszolgáltató vállalata, mely a város tömegközlekedésének túlnyomó részét üzemelteti. A közszolgáltatásokért felelős Wiener Stadtwerke leányvállalata, így közvetetten a bécsi önkormányzat tulajdonában áll.

## Történelem
1999-ig mintegy száz éven át a bécsi városi önkormányzat közvetlenül ellenőrzött leányvállalata volt Wiener Stadtwerke – Verkehrsbetriebe néven. 1999. június 11-én a decentralizáció keretében kapta mai nevét, de továbbra is önkormányzati ellenőrzés alatt áll.

## Szolgáltatások
A Wiener Linien feladata Bécs metró-, villamos- és autóbuszhálózatának fejlesztése és üzemeltetése, mely Ausztria legkiterjedtebb közlekedési hálózata. A város területein sűrű hálózat és követés jellemző, miközben az vasút elővárosi S-Bahn vonalaival összehangoltan folyamatos a metróhálózat kiépítése.

### Metró
A metróhálózat hossza 83 km, a megállók száma 109, kiépítése folyamatos.

### Villamos
A villamosvonal-hálózat összhossza 220 km, ezen belül 172 km-es üzemi hosszával a hatodik legnagyobb a világon.

### Autóbusz
Az autóbuszvonal-hálózat szűk 850 km-es összhosszúságú.

## Statisztikák
A vállalat naponta 2,6 millió, éves szinten 966 millió utast szállít (2018), ami az egymást követő ötödik évben döntött rekordot; 2020-ra ezt egymilliárd fölé kívánják emelni. A közlekedési munkamegosztásban a közösségi közlekedés aránya 2018-ban 38%-ot tett ki, a 2020-as cél 40%. Ez a járműveknek napi 210 300, évi 78 millió km futást jelent; ebből 39,4 milliót a 450 autóbusz, 22,8 milliót az 500 villamos- és 15,6 milliót a 150 metrószerelvény teljesített (2018). A járművek összkapacitása 260 000 fő, a csúcsidei egyidejű járműkiadás szűk 1000 jármű.
A járművek karbantartását három autóbuszgarázsban, tíz villamoskocsiszínben, négy metrótelephelyen és a simmeringi főműhelyben végzik.

## Gazdálkodás
Az eladott éves bérletek száma a 2011-es 363 000-ről 2018-ra 822 000-re emelkedett, ami jelentősen magasabb, mint a Bécsben regisztrált személygépkocsik száma.
A közösségi közlekedési közszolgáltatás fenntartását a bécsi önkormányzat közszolgáltatási ellentételezéssel biztosítja.
A Wiener Linien mintegy 8600 munkavállalójával a város egyik legnagyobb foglalkoztatója. Közülük 4000 járművezető.

## Galéria

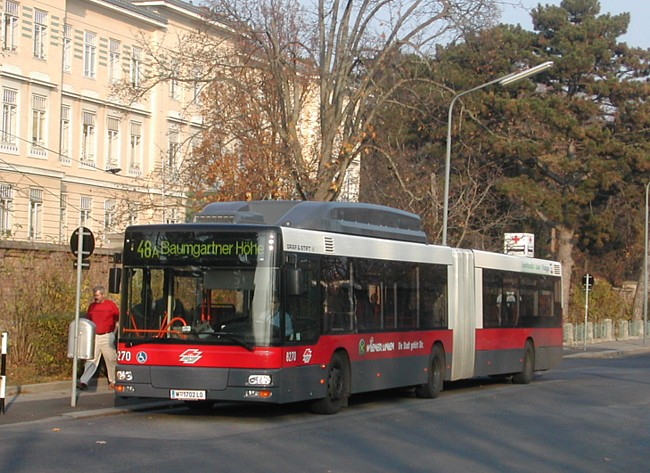
MAN NG 273 LPG autóbusz a 48A Baumgartner Höhe végállomásán
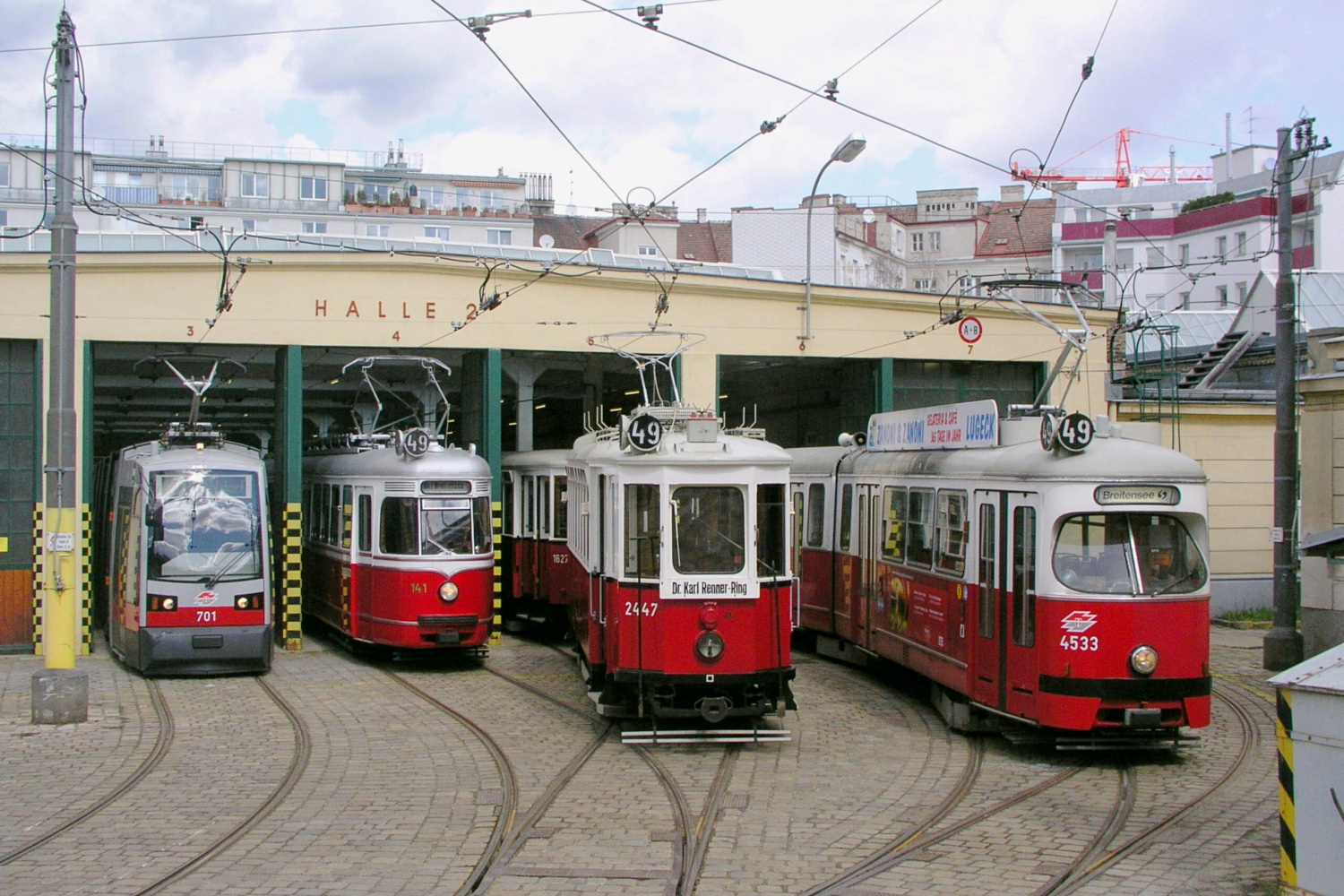
A villamosflotta négy generációja a Breitensee kocsiszínben
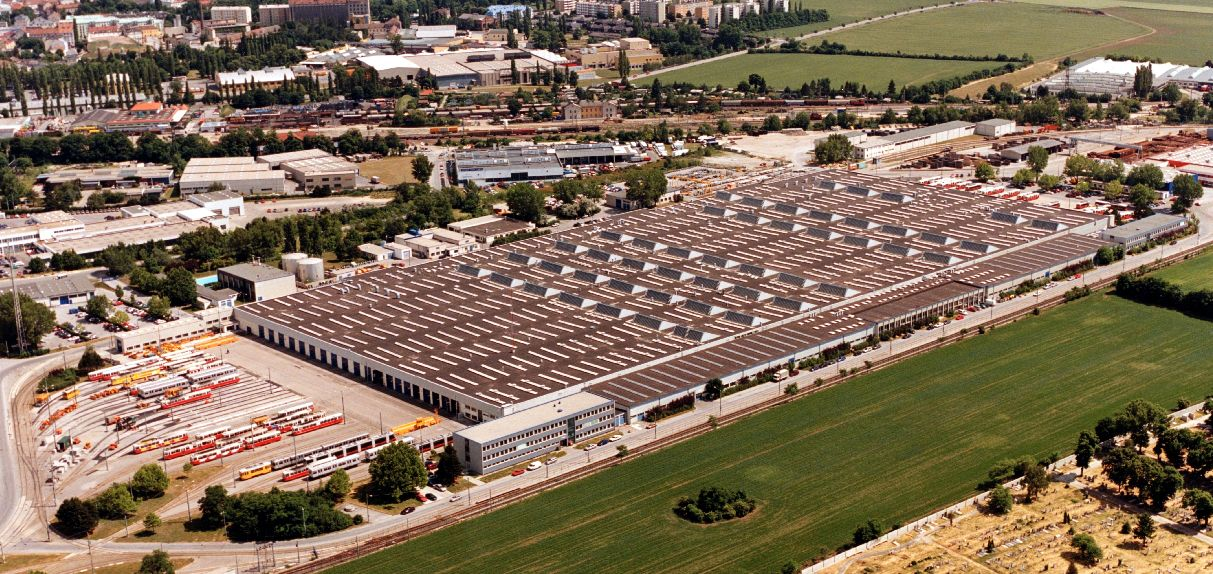
A simmeringi főműhely